# Lil Keed
Ракхід Джевон Рендер (16 березня 1998 , Атланта  — 13 травня 2022 , Лос-Анджелес, Каліфорнія ), знаний як Ліл Кід — американський репер та автор пісень. Підписав контракт із звукозаписним лейблом Young Thug YSL Records, а також із 300 Entertainment. Його пісня «Nameless» досягла 42 місця в чарті Billboard Hip Hop/R&B Songs Airplay. Старший брат репера Lil Gotit.

## Раннє життя
Ракхід Рендер народився 1998 року в Атланті, штат Джорджія, шостим із семи дітей (одна дівчинка, решта — хлопці). Рендер виріс у Форест-парку, пізніше переїхав до Атланти на Клівленд-авеню. Рендер після смерті свого близького друга Рудіпочав серйозно займатися репом у 2016 році. Він старший брат репера Lil Gotit.
Попри те, що його батьки розлучилися, коли Ракхід ще був маленькою дитиною, обидва займалися його вихованням. У підлітковому віці Lil Keed недовго працював у Subway та McDonald's. Перебуваючи поблизу студії, Рендер записував музику майже щодня. Вперше він почав створювати музику разом зі своїм молодшим братом Семая Рендером, публікуючи пісні в Інтернеті та записуючи кілька регіональних хітів у 2017 році У Рендера народилася донька, яку назвали Найчур..

## Кар'єра

### 2018:Trapped on Cleveland 2 і Keed Talk To 'Em
23 липня 2018 року Lil Keed випустив свій сингл «Slatt Rock» за участю Paper Lovee разом зі своїм майбутнім мікстейпом Trapped on Cleveland 2. У жовтні 2018 року Lil Keed та його молодший брат Lil Gotit знялися у відеокліпі на пісню Heavy Metal репера Lil Uzi Vert. 12 грудня 2018 року Lil Keed випустив ще один мікстейп Keed Talk To 'Em, який містив головний сингл «Nameless», а також інші популярні сингли, такі як «Balenciaga» за участю 21 Savage, «Red Hot» за участю Trippie Redd та інших. У Keed Talk To 'Em також виступали Lil Durk та Lil Yachty.

### 2019:Long Live Mexico
11 березня 2019 року Кід виступив у синглі Lil Gotit «Drop The Top». 14 березня 2019 року Lil Keed випустив пісню «Move It» за участю співавтора з Migos Offset. 27 березня 2019 року Ліл Кід був номінований на 10-е місце для обкладинки XXL Freshman. 24 квітня 2019 року Кід випустив свій сингл «Oh My God». 6 травня 2019 року Lil Keed випустив «Proud Of Me» за участю Young Thug. Ця пісня разом із раніше виданим синглом «Oh My God» супроводжувала його майбутній дебютний студійний альбом «Long Live Mexico». Lil Keed заявив, що ідея назви альбому була натхненна його товаришем на ім'я Мексико, який помер раніше того року, коли Lil Keed був у турі з Тріппі Реддом. 29 травня 2019 року Lil Keed випустив свій новий сингл «Pull Up», за участю Lil Uzi Vert та YNW Melly. Пісня вийшла на YSL Records Young Thug і 300 Entertainment. 13 червня 2019 року Lil Keed випустив свій дебютний студійний альбом «Long Live Mexico». У записі альбому також брали участь такі виконавці, як Gunna, Lil Uzi Vert, Родді Річ, YNW Melly та Young Thug. Альбом був даниною пам'яті його другу, який помер на ім'я Мексика. Альбом досяг 26-го місця в Billboard 200 і 11-го місця в чарті Hot Rap Albums Chart, ставши проєктом з найвищим рейтингом у його кар'єрі.
18 липня 2019 року вийшов новий сингл Гудріха Пабло Хуана «Drip Babies», на якому Lil Keed разом із Lil Gotit виступив у гостях. 23 липня 2019 року Lil Keed знявся у відео на сингл Future «Undefeated». Того ж дня він випустив відеокліп на свій сингл Long Live Mexico «HBS». Режисером відеокліпу став Коул Беннет. 14 серпня 2019 року на WorldStarHipHop вийшов відеокліп на спільний сингл Lil Keed та Гуапа Тарантіно «Churches Peppers». 3 вересня 2019 року Lil Keed випустив сингл «Saliva», спродюсований Mooktoven. 18 вересня 2019 року Lil Keed випустив свій сингл «Swap It Out» за участю Ліла Дюка. 17 жовтня 2019 року від імені Alamo Records вийшло музичне відео на спільний сингл Lil Gotit та Lil Keed «Brotherly Love». 7 листопада 2019 року 88GLAM та Lil Keed випустили свій спільний сингл «Bankroll». 27 листопада 2019 року вийшло музичне відео на сингл Lil Keed Long Live Mexico «Snake». 21 листопада 2019 року від імені WMG вийшов відеокліп на спільний сингл Young Scooter та Lil Keed «Trap Museum». 6 грудня 2019 року вийшов спільний сингл Lil Keed «Accomplishments» з Lil Yachty та Zaytoven разом із відеокліпом.

### 2020:Trapped on Cleveland 3

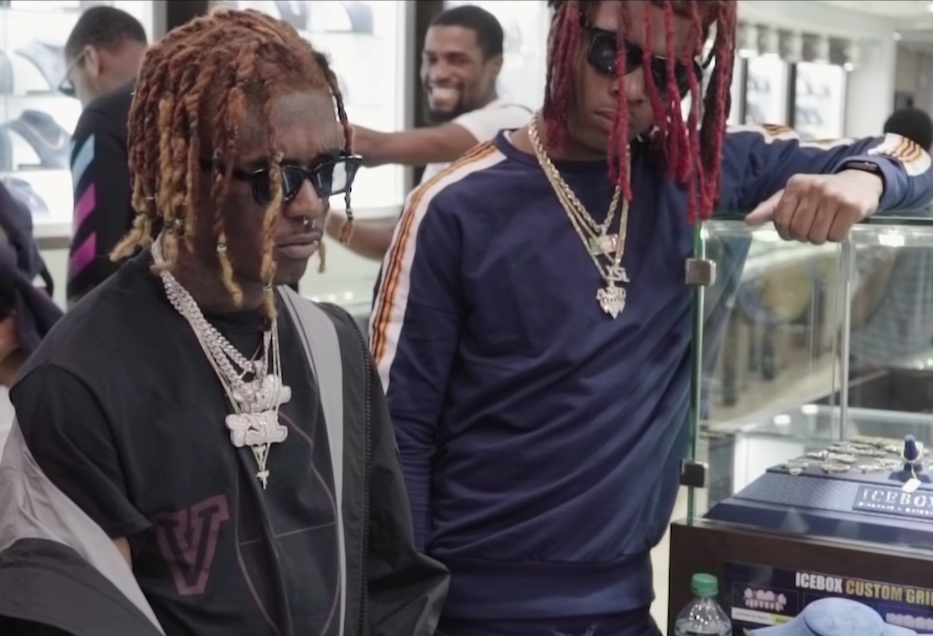
Lil Keed (праворуч) разом із Лілом Узі Вертом

11 січня 2020 року Lil Keed оголосив про свій майбутній другий студійний альбом Trapped On Cleveland 3. 30 січня 2020 року вийшов спільний сингл Кіда «A-Team (You Ain't Safe)» разом з Lil Yachty, Lil Gotit і Zaytoven. Це був другий сингл з їхнього майбутнього спільного альбому A-Team.
15 квітня 2020 року Lil Keed випустив сингл «No Dealings» та відеокліп на його підтримку. 15 травня 2020 року Lil Keed випустив свій другий сингл «Wavy», однак пісня не з'явилася на Trapped на Cleveland 3, але ремікс за участю американського репера Тревіса Скотта з'явився. 12 червня 2020 року Lil Keed випустив сингл «Fox 5», за участю американського репера Gunna. Під час знімання кліпу на пісню сталася стрілянина, в результаті якої дві людини отримали поранення. 31 липня 2020 року Lil Keed оголосив дату виходу та обкладинку для Trapped on Cleveland 3. 3 серпня 2020 року він випустив ще один сингл під назвою «She Know» за участю американського репера Lil Baby. 7 серпня 2020 року Lil Keed випустив свій альбом Trapped On Cleveland 3. В альбомі представлені такі виконавці, як 42 Dugg, Future, Gunna, Lil Baby, Тревіс Скотт, Ty Dolla Sign та Young Thug. 11 серпня 2020 року Lil Keed був включений ' XXL першокурсника 2020 року.
27 жовтня 2020 року Lil Keed оприлюднив трек-лист для свого розкішного видання Trapped On Cleveland 3. 30 жовтня 2020 року він випустив розкішну версію з ще 18 композиціями з додатковими запрошеннями від OT Genasis, Lil Gotit, Quavo, Lil Duke, Yak Gotti та Chris Brown.

## Смерть
Рендер помер 13 травня 2022 року на 25-у році життя. У померлого залишилася трирічна донька Найчур. Про причини смерті не повідомлялося.

## Музичні стилі
На думку XXL, стиль Lil Keed часто порівнювали з Young Thug, оскільки обидва репери виросли на Клівленд-авеню, а Lil Keed підписав контракт з YSL Records. Chicago Reader описав стиль Lil Keed як подібний до стилю Young Thug, включаючи його власний чітку стилістику.
За словами Pitchfork, Lil Keed використовував елементи різноманітних потоків Young Thug як основу, зокрема, подачу на високих тонах.

### Вплив
В інтерв'ю WHTA Hot 107.9, Lil Keed заявив, що його надихнули займатися музикою його сусіда Young Thug, а також Chingy, Піві Лонгвей та Big Bank Black.

## Концертні виступи
На фестивалі Rolling Loud 11 травня 2019 року в Маямі штат Флорида (США) Lil Keed виступав на одній сцені з Young Thug, Chief Keef, Lil Wayne та Comethazine. Він мав виступити на фестивалі Rolling Loud в Окленді пізніше, 29 вересня 2019 року 14 вересня 2019 року Lil Keed та Lil Gotit виступили в театрі Novo в Лос-Анджелесі. Репер Дрейк був присутній і на сцені разом із Lil Keed протягом усього виступу. Young Thug та Lil Duke також тоді ненадовго вийшли на сцену. 12 жовтня 2019 року Lil Keed виступив на нью-йоркському фестивалі Rolling Loud. Lil Keed також виступав на фестивалі A3C в Атланті 13 жовтня 2019 року 27 жовтня 2019 року Lil Keed виступив на фестивалі Mala Luna в Сан-Антоніо у штаті Техас (США).

## Дискографія

### Студійні альбоми
| Назва                                                         | Деталі | Пікові позиції на діаграмі | Пікові позиції на діаграмі | Продажі       |
| Назва                                                         | Деталі | НАС                        | НАС R&B/HH                 | Продажі       |
| ------------------------------------------------------------- | --- | -------------------------- | -------------------------- | ------------- |
| Long Live Mexico (укр. Хай живе Мексика)                      | - Вийшов: 14 червня 2019 року - Лейбл: YSL Records, 300 - Формат: цифрове завантаження, потокове передавання  | 26                         | 11                         | • США: 16 000 |
| Trapped on Cleveland 3 (укр. Потрапив у пастку на Клівленд 3) | - Вийшов: 7 серпня 2020 р. - Лейбл: YSL Records, 300 - Формат: цифрове завантаження, потокове передавання, LP | 41                         | 26                         | • США: 16 000 |

### Мікстейпи
| Назва                                               | Деталі |
| --------------------------------------------------- | --- |
| Trapped on Cleveland                                | - Вийшов 5 лютого 2018 року - Формат: цифрове завантаження                                                     |
| Slime Avenue                                        | - Вийшов 24 березня 2018 року - Формат: цифрове завантаження                                                   |
| Trapped on Cleveland 2                              | - Випуск: 23 липня 2018 року - Лейбл: YSL Records, 300 - Формат: цифрове завантаження, потокове передавання    |
| Keed Talk to 'Em                                    | - Випуск: 12 грудня 2018 року - Лейбл: YSL Records, 300 - Формати: цифрове завантаження, потокове передавання  |
| A-Team (із Зайтовеном, Лілом Готітом та Лілом Яхті) | - Випуск: 28 лютого 2020 року - Мітка: Знайома територія - Формати: цифрове завантаження, потокове передавання |
| Keed Talk to 'Em 2                                  | - Вийшов: 17 березня 2023 - Лейбл: YSL Records, 300 - Формати: цифрове завантаження, потокове передавання      |

### Сингли

#### Як провідний виконавець
| «Nameless»                                                                    | 2018 рік | 42 | 30 | - RIAA: золото | Keed Talk to 'Em        |
| «Pull Up» (разом з Lil Uzi Vert and YNW Melly)                                | 2019 рік | —  | —  |                | Long Live Mexico        |
| «Saliva»                                                                      | 2019 рік | —  | —  |                | Неальбомні сингли       |
| «Swap It Out» (разом з Lil Duke)                                              | 2019 рік | —  | —  |                | Неальбомні сингли       |
| «Hightop Shoes» (із Зайтовен і Ліл Яхти)                                      | 2020 рік | —  | —  |                | A-Team                  |
| «No Dealings»                                                                 | 2020 рік | —  | —  |                | Неальбомні сингли       |
| «Wavy»                                                                        | 2020 рік | —  | —  |                | Неальбомні сингли       |
| «Fox 5» (разом з Gunna)                                                       | 2020 рік | —  | —  |                | Trappped on Cleveland 3 |
| «Show Me What You Got» (разом з O.T. Genasis)                                 | 2020 рік | —  | —  |                | Trappped on Cleveland 3 |
| «—» позначає запис, який не потрапив у чарти або не виходив на цій території. |          |    |    |                |                         |

#### Як учасник
| Назва                                                  | Рік      | Альбом            |
| ------------------------------------------------------ | -------- | ----------------- |
| «Churches Peppers» (Guap Tarantino за участю Lil Keed) | 2019     | Charge Em Up      |
| «Pop My Shit» (Ремікс) (Lil Gotit за участю Lil Keed)  | 2019     | неальбомний сингл |
| «Trap Museum» (Young Scooter за участю Lil Keed)       | 2019     | Trap Hero         |
| Wave Flow (Lil Gotit за участю Lil Keed)               | 2019     | Капюшон П'ятдесят |
| «Blue Strips» (Shad Da God за участю Lil Keed)         | 2020 рік | In God We Trust   |

### Інші пісні в чартах
| Назва   | Рік  | Пікові позиції на діаграмі | Пікові позиції на діаграмі | Альбом           |
| Назва   | Рік  | CAN                        | NZ Hot                     | Альбом           |
| ------- | ---- | -------------------------- | -------------------------- | ---------------- |
| «Snake» | 2019 | 95                         | 24                         | Long Live Mexico |

### Виступи у гостях
| Назва                                  | Рік  | Інші виконавці                           | Альбом                       |
| -------------------------------------- | ---- | ---------------------------------------- | ---------------------------- |
| «Dirty Dancer»                         | 2017 | Lil Gotit                                | Н/Д                          |
| «Dirty Dancer»                         | 2018 | Lil Gotit                                | Н/Д                          |
| «All Season»                           | 2018 | Lil Gotit                                | Н/Д                          |
| «Going Up»                             | 2018 | Young Thug                               | Slime Language               |
| «Blood Diamonds»                       | 2018 | 24Heavy, Mali Meexh                      | Safe Mode                    |
| «Heavy Metal»                          | 2018 | Lil Uzi Vert, Lil Gotit                  | Н/Д                          |
| «Blue Slimes»                          | 2018 | Lil Gotit, Gunna, Skooly, Dolly White    | Hood Baby                    |
| «Hell Yeah»                            | 2018 | Lil Gotit                                | Hood Baby                    |
| «Drop The Top»                         | 2019 | Lil Gotit                                | Crazy But It's True          |
| «Double It»                            | 2019 | Luh Dino                                 | Up 4 Life                    |
| «Wet Like A Boat»                      | 2019 | Lil Duke, Lil Yachty                     | Blue Devil 2                 |
| «Drip Babies»                          | 2019 | Hoodrich Pablo Juan, Lil Gotit           | Н/Д                          |
| «Undefeated»                           | 2019 | Future                                   | Н/Д                          |
| «Hot For Me»                           | 2019 | Jacquees, Lil Gotit                      | Н/Д                          |
| «Big Tipper»                           | 2019 | Young Thug                               | So Much Fun                  |
| «Sauce»                                | 2019 | Kid Buu                                  | Revenge Of The Clones        |
| «Brotherly Love»                       | 2019 | Lil Gotit                                | The Real Goat                |
| «Bankroll»                             | 2019 | 88GLAM                                   | Far From Heaven Close To God |
| «2500»                                 | 2019 | J SidereaaK, KCamp, Cheeks Bossman       | Н/Д                          |
| «Accomplishments»                      | 2019 | Lil Yachty, Zaytoven                     | A-Team                       |
| «You Ain't Safe»                       | 2020 | Lil Yachty, Zaytoven, Lil Gotit          | A-Team                       |
| «Hightop Shoes»                        | 2020 | Lil Yachty, Zaytoven                     | A-Team                       |
| «Rich»                                 | 2020 | Flash G                                  | Н/Д                          |
| «Off-White»                            | 2020 | Lil Gotit                                | Hood Baby 2                  |
| «Drip Day N Night»                     | 2020 | Lil Gotit, Gunna                         | Hood Baby 2                  |
| «Yeah Yeah»                            | 2020 | Lil Gotit, Future                        | Hood Baby 2                  |
| «Range Rover Sports Truck»             | 2020 | Lil Yachty                               | Lil Boat 3                   |
| «Booko Bucks» (Lil Gotit and Lil Keed) | 2020 | Nasty C                                  | Zulu Man with Some Power     |
| «Really Redd»                          | 2020 | Internet Money, Trippie Redd, Young Nudy | B4 the Storm                 |
| «Trains»                               | 2020 | Nav                                      | Emergency Tsunami            |
| «Hey!»                                 | 2021 | Lil Gnar                                 | Gnar Life 2                  |
| «Get N Dere Gang»                      | 2021 | Lil Gotit, Yak Gotti                     | Top Chef Gotit               |